# Saru Get You -On Air-
Saru Get You -On Air- (サルゲッチュ 〜オンエアー〜?, Saru Getchu -On Eā-) è un anime basato sulla serie di videogiochi ideata dalla Sony che è conosciuta con il titolo di Ape Escape al di fuori del Giappone. La serie è stata trasmessa da TV Tokyo e ogni puntata durava circa 10 minuti. In seguito alla fine della seconda serie l'anime che prese il suo posto in Giappone fu Duel Masters Zero. Attualmente la serie animata è apparsa solamente in Giappone.

## Trama

### Prima serie
L'anime ricorda vagamente la trama dei giochi di Ape Escape; Kuuta, una scimmia albina, indossa un elmetto creato dal Professor Hakase e così diventa Specter, la temuta scimmia che vuole conquistare la Terra. Pare che i responsabili siano i Pipotron alieni, che compaiono solamente nel gioco Ape Escape Million Monkeys e vogliono assorbire l'energia della scimmia.
Kakeru va a trovare il professore per vedere la macchina del tempo (questa parte ricorda la trama del primo Ape Escape, ma lo trova nella biblioteca sotterranea del suo laboratorio, dove gli spiega che alcune strane scimmie stanno invadendo i luoghi del mondo. Così Kakeru con la rete per scimmie va a catturare tutte le scimmie. Più avanti si presenteranno altri personaggi che aiuteranno Kakeru e il professore contro la minaccia.
La serie è composta da 26 episodi.

### Seconda serie
I 3 Pipotron cercano il Pipotron angelo, per prendere le sue piume e vincere una macchina. Così comandano le scimmie di Specter per cercarlo. Gli umani nelle prime puntate cercheranno di fermarli, ma invano, poiché ritornerà la minaccia di Specter. Ora oltre i Pipotron Brothers c'è anche Specter intento a liberare le 5 scimmie mostruose. Nella metà della serie lui riuscirà a liberarle e quindi entreranno in azione una per ogni puntata per fermare gli umani. La serie finirà con Specter su Piposaru Island, isola delle scimmie, e le 5 scimmie mostruose disperse nello spazio, grazie ad una "visione" dei 3 Pipotron che aiuteranno gli umani a vincere la battaglia con il loro robot.
La serie è composta da 51 episodi. La particolarità sta nel fatto che doveva finire alla puntata 26, come la prima, però hanno fatto altre puntate per mettere in scena le 5 scimmie mostruose.

## Personaggi
- Kakeru: un ragazzo il quale gli verrà assegnato il compito di catturare le scimmie.
- Hiroki: amico di Kakeru, anche lui contribuirà a catturare le scimmie. Inoltre è innamorato di Natsumi.
- Specter: nella prima serie è in realtà Kuuta. Diventa capo delle scimmie ma in seguito verrà catturato dai Pipotron alieni e poi liberato dagli umani. Nella 2ª serie il nuovo Specter sarà il Pipotron angelo.
- Natsumi: nipote del Professor Hakase e padroncina di Kuuta.
- Professor Hakase: uno strano scienziato che ha inventato i pipo helmet e la macchina del tempo.
- Haruka: diventerà la "fidanzata" di Kakeru e si alleerà con gli umani anche se non sapeva niente dei fatti.
- Charu: un computer system creato da Hakase
- I Pipotron Brothers: 3 Pipotron creati dal padre di Haruka, compariranno direttamente nella seconda serie e alla fine aiuteranno gli umani contro Specter
- I Pipotron Alieni: non si sa chi sia il loro creatore ma vorrebbero il potere di Specter. Ne sono 5 e si chiamano Pipotron Meta, Pipotron J (il capo), Pipotron Kuratsuku e Pipotron G.
- Satoru, Sayaka e Akie: protagonisti di Ape Escape 3 compariranno in alcune puntate.
- Le 5 scimmie mostruose: Ukki Pink, Ukki Blue, Ukki Yellow, Ukki White e Ukki Red, comparsi in Ape Escape 2, Ape Escape 3 e in alcuni giochi della serie.

## Doppiaggio
| Personaggio       | Doppiatore       |
| ----------------- | ---------------- |
| Kakeru            | Shizuka Ishikawa |
| Specter/Kuuta     | Chika Sakamoto   |
| Professore Hakase | Hideyuki Umezu   |
| Hiroki            | Junko Minagawa   |
| Natsumi           | Tomoko Kawakami  |
| Haruka            | Tomoe Hanba      |
| Charu             | Rina Satō        |
| Satoru            | Junko Takeuchi   |
| Sayaka            | Ai Nonaka        |
| Akie              | Sayaka Ōhara     |